# Slavětín (district de Louny)
Pour les articles homonymes, voir Slavětín.
Slavětín (en allemand : Slawietin, auparavant Schlobethin) est un bourg (městys) du district de Louny, dans la région d'Ústí nad Labem, en République tchèque. Sa population s'élevait à 601 habitants en 2021.

## Géographie
Slavětín est arrosée par l'Ohře, un affluent de l'Elbe qui forme la limite nord de la commune, et se trouve à 8 km à l'est de Louny, à 37 km au sud-ouest d'Ústí nad Labem et à 49 km au nord-ouest de Prague.
La commune est limitée par Počedělice au nord, par Peruc à l'est et au sud, par Veltěže à l'ouest, et par Obora au nord-ouest.

## Histoire
La première mention de la localité date de 1269. Slavětín a le statut de městys depuis 2006.

## Administration
La commune se compose de deux quartiers :
- Kystra
- Slavětín

## Galerie

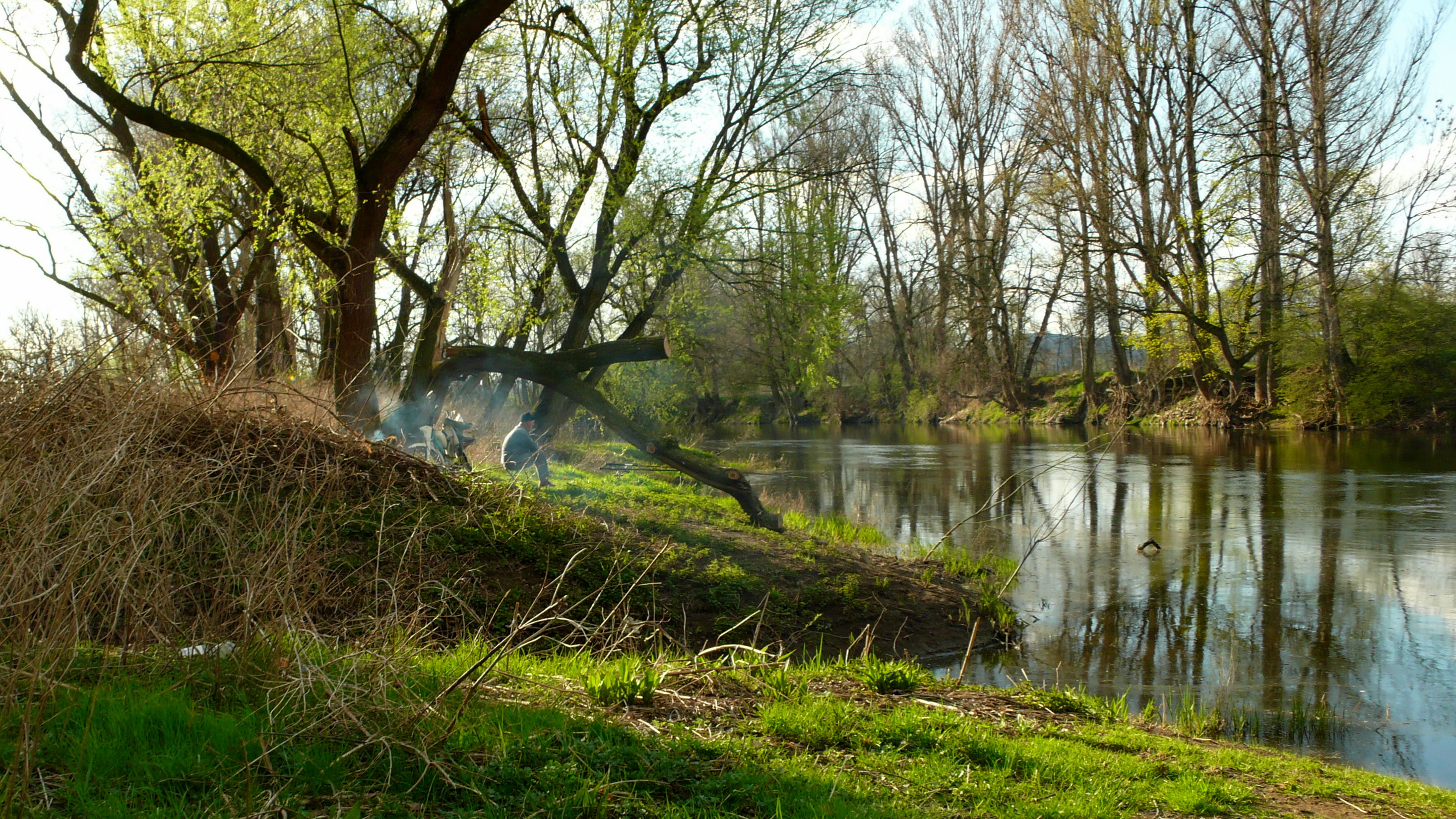
Pêche à la ligne dans l'Ohře.
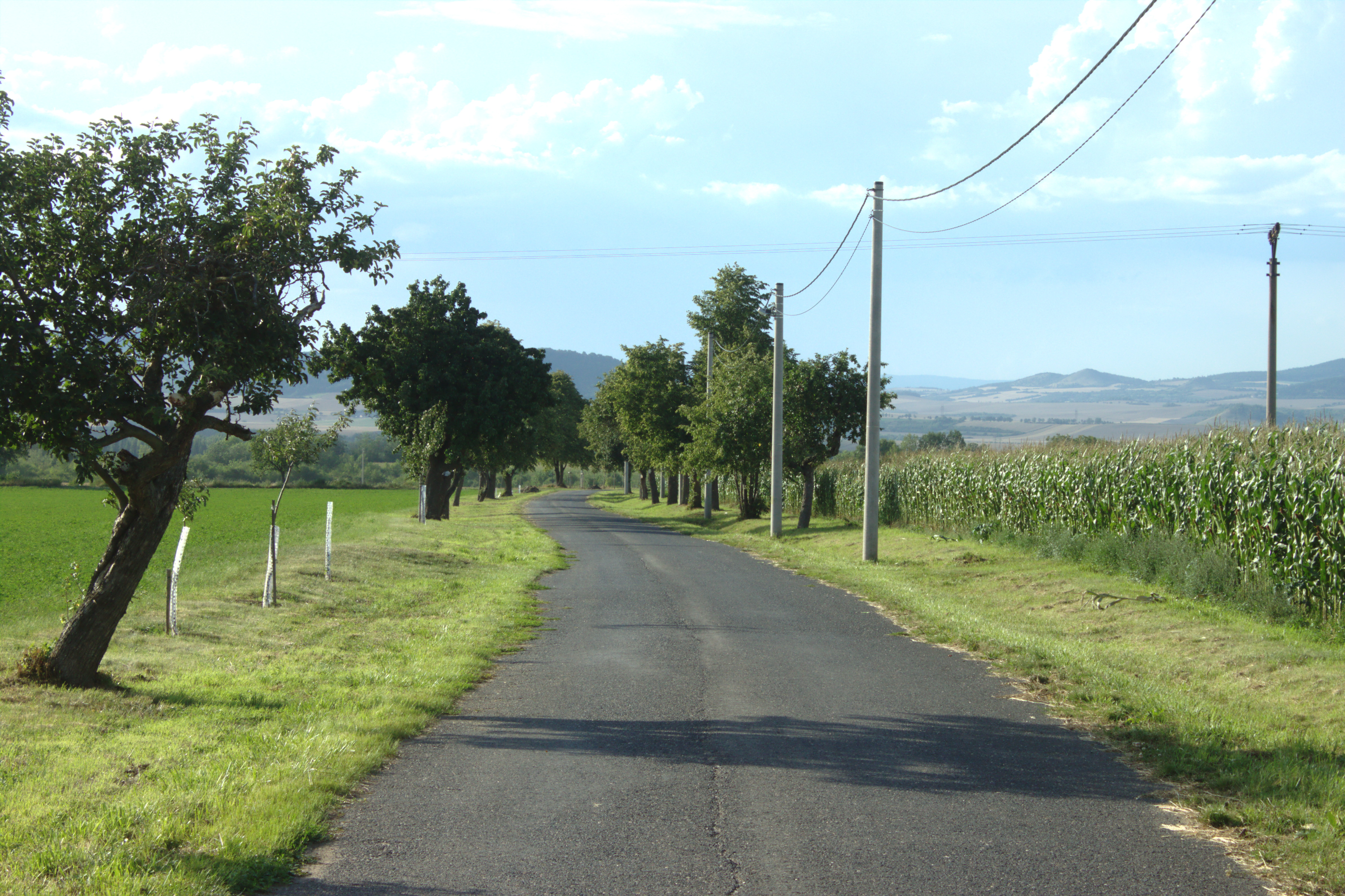
Slavětín : route de campagne.

## Transports
Par la route, Slavětín se trouve à 9 km de Louny, à 54 km d'Ústí nad Labem et à 58 km de Prague.

## Personnalité
- Konstantin Biebl (1898-1951), poète tchèque